# جون آرثر
جون آرثر (بالإنجليزية: John Arthur)‏ (29 أغسطس 1929 – 19 مايو 2005) هو ملاكم جنوب أفريقي راحل، مثّل بلاده في الألعاب الأولمبية الصيفية 1948.

## روابط خارجية
جون آرثر على موقع بوكس ريك (الإنجليزية) (registration required)
- جون آرثر على موقع أوليمبيديا (الإنجليزية)